# Rmanj kolostor
Rmanj kolostor (szerbül: Манастир Рмањ, romanizálva: Manastir Rmanj) szerb ortodox kolostor, amelyet Szent Miklós tiszteletére szenteltek, és Bosznia-Hercegovina észak-nyugati részén Martin Brodban található, az Unac-folyó bal partján, az Unával való összefolyása közelében.

## Története

### A középkorban
A kolostor alapításának pontos éve nem határozható meg, bár a 16. század végén ez volt a legnyugatibb szerb ortodox kolostor. Az első megbízható adat a rmanji kolostor létezéséről 1443-ból származik, a török nyomásra kitört szerb népvándorlások idejéből, amelyben a kolostor szerzetesei is részt vettek. A Rmanj szerzetesek említése a 15. század végére tehető, 1498-ból, amikor Petar, Petrašanin és Vukodrag hercegek fizettek a kolostor létrehozásáért. 1515 nyarán ezüst tárgyakat kapott, egy nagy ezüst kehelyt és egy nagy ezüst tömjénezőt. Miután ezt a területet az Oszmán Birodalom meghódította, a kolostort a szerzetesek 1578-ban ideiglenesen elhagyták. Teli Hasan pasa boszniai beglerbég testvére, Gavrilo Predojević ortodox szerzetes székhelyeként újjáépíttette.

### Az újkorban
A 17. század elején a Dabar-Bosznia Szerb Ortodox Metropolita székhelye lett, és körülbelül 110 évig maradt ebben a minőségében. Miután a törökök 1663-ban felgyújtották a kolostort, később újjáépítették, majd 1737-ben ismét elfoglalták. Az 1787–1791-es osztrák-török háború során újra leégett.
Az oszmán hatóságok 1863-ban engedélyezték a kolostor újjáépítését, ez két év alatt sikerült is. Az 1875-ös és 1876-os boszniai oszmánellenes felkelés során súlyosan megsérült. A következő évben Arthur Evans ellátogatott Rmanjba (amit "Ermanja" néven nevezett), és egyik levelében leírta a kolostortemplomban okozott károkat, amelyeket egy boszniai muszlim hűbérúr vezette csapatok okoztak. A kolostort 1883-ban ismét megjavították.

### A 20. században
A második világháborúban a kolostorban a jugoszláv partizánok tábori kórházát szerveztek. Emiatt a németek bombázták, és 1944. április 23-án teljesen megsemmisítették.
1974-ben a szocialista jugoszláv hatóságok engedélyezték a kolostor felújítását. Temploma az 1980-as években készült el, a szerzetesi kollégium alapját 1993-ban szentelték fel. 1995-ben, a horvát hadsereg Vihar hadművelete során a kolostort ágyúzták és súlyosan megrongálták. Ezt követően horvát katonák elaknásították a kolostor templomát, de az aknákat az SFOR brit katonái eltávolították.
A kollégium 2006-ban készült el, a következő évben pedig három szerzetes lakta a kolostort. 2007-ben a Rmanj kolostort a KONS Bosznia-Hercegovina nemzeti emlékévé nyilvánította.

## Képgaléria

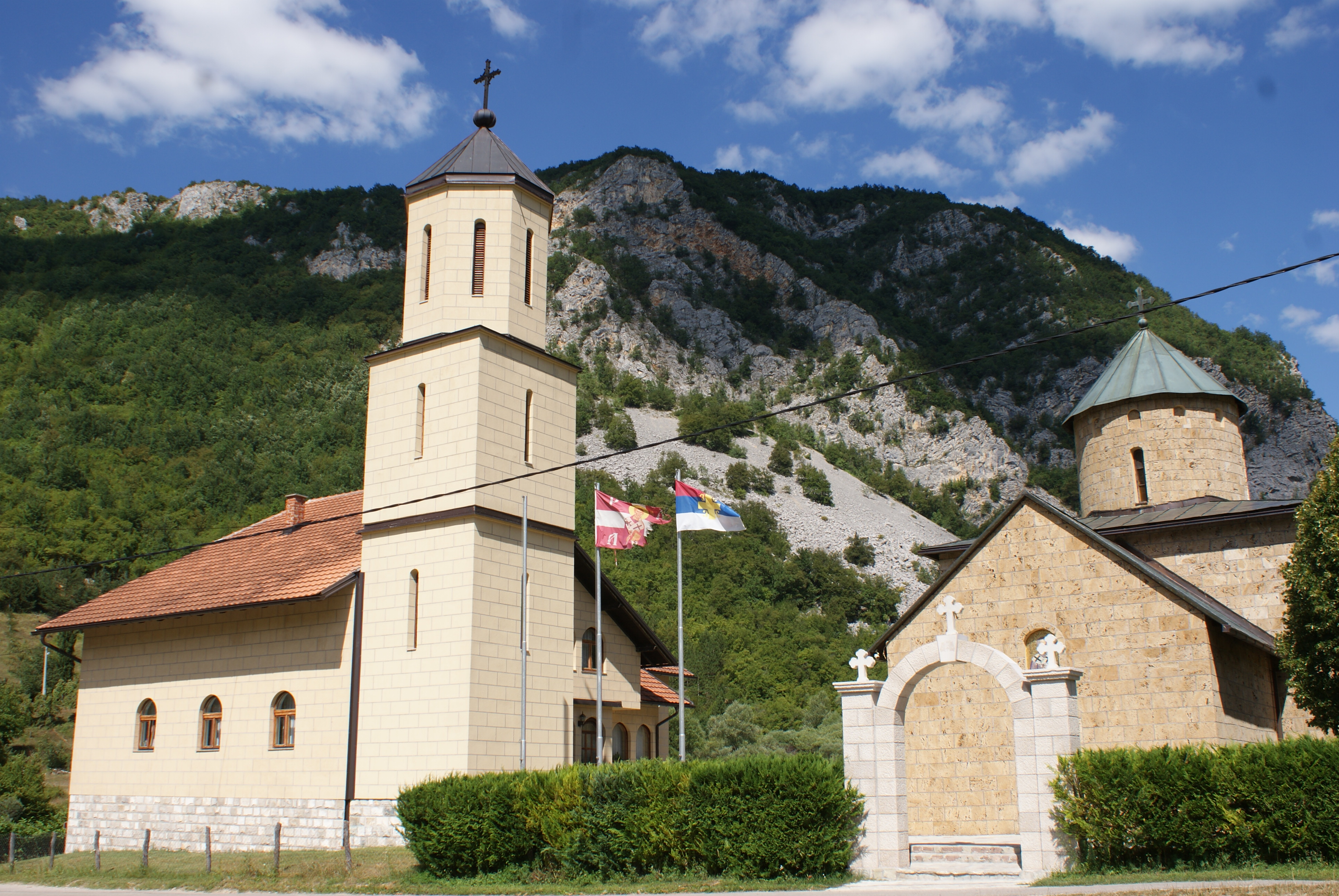
A kolostor bejárata
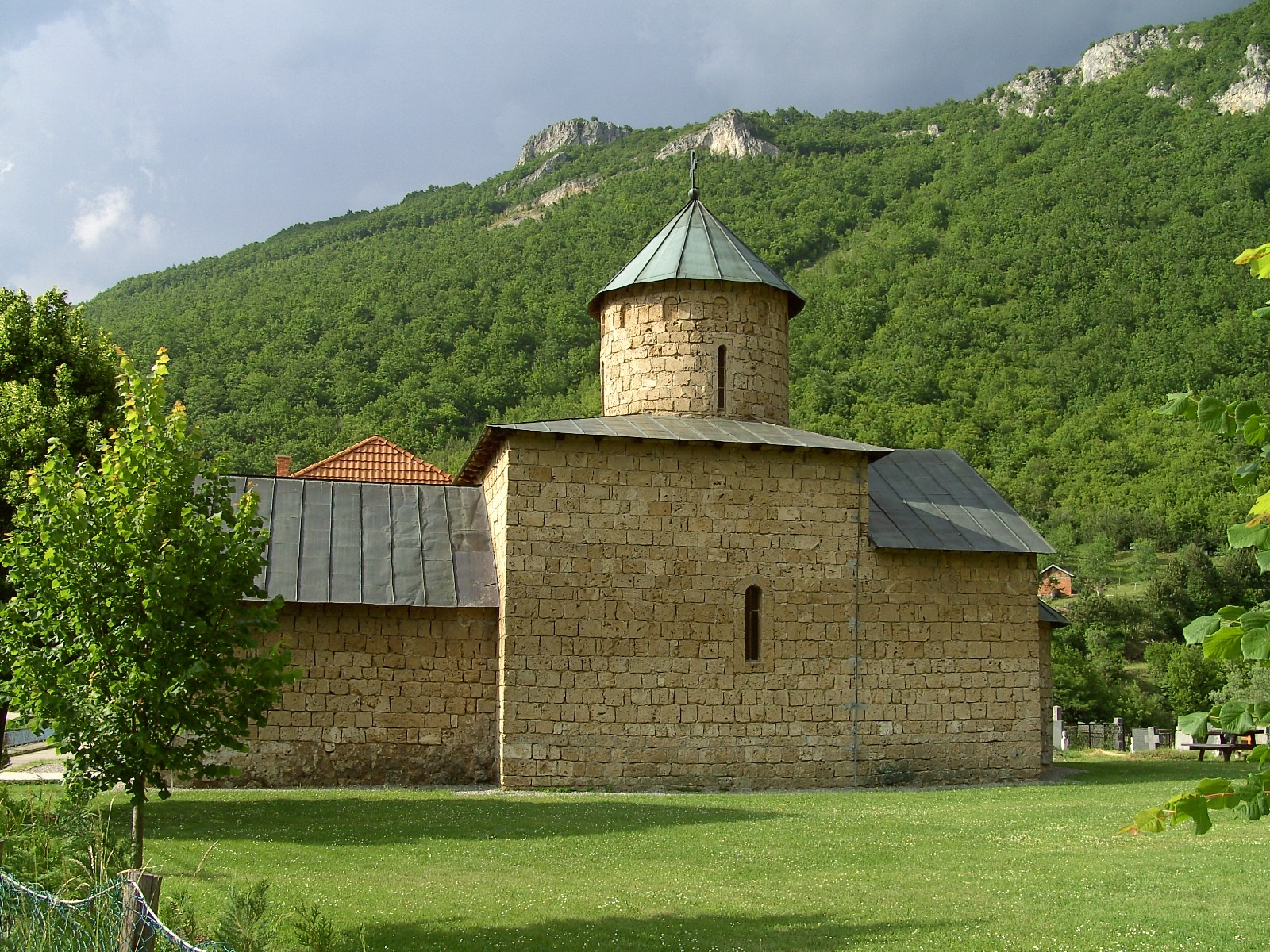
Sziklák alatt
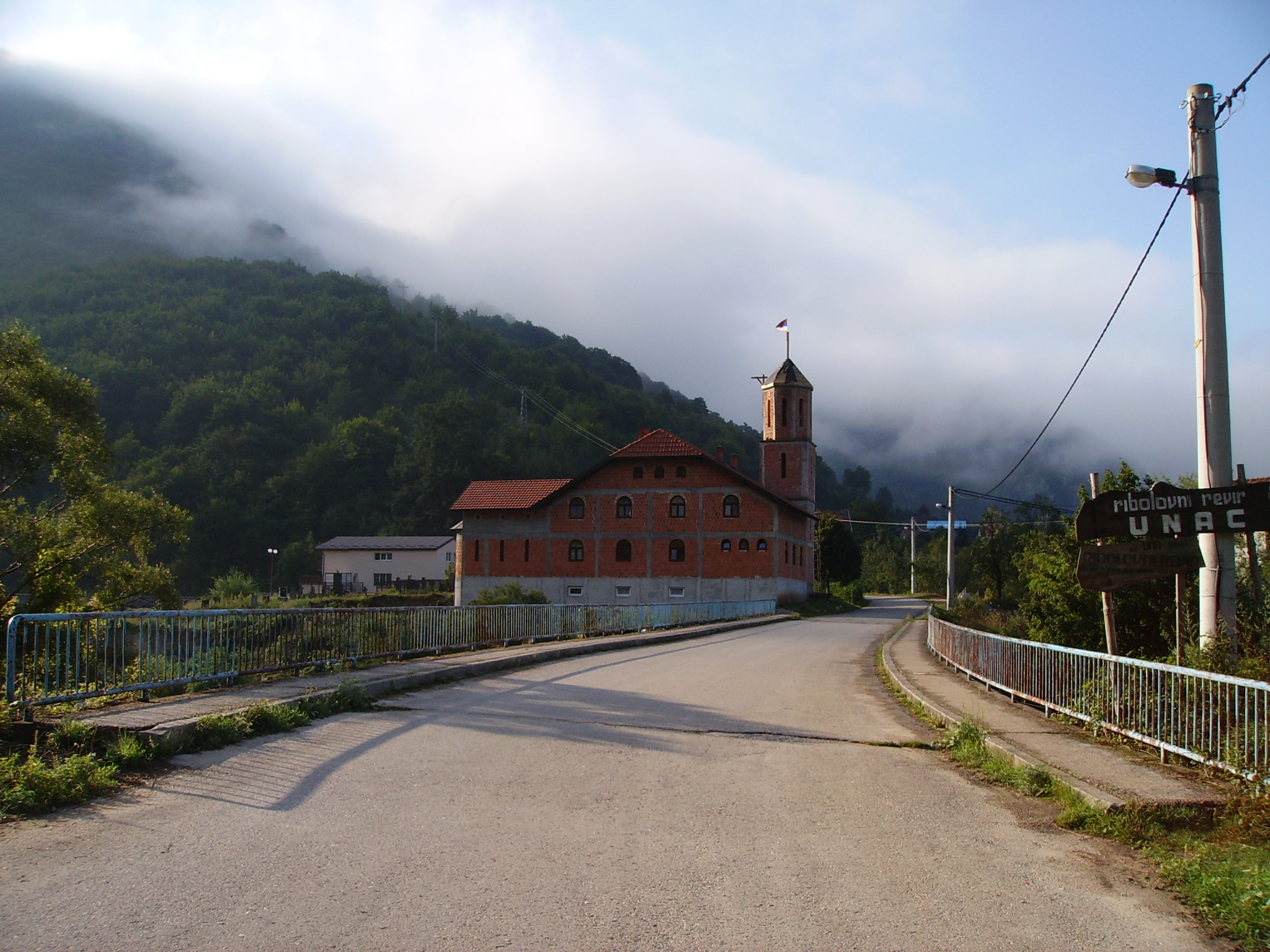
Útban a kolostor felé
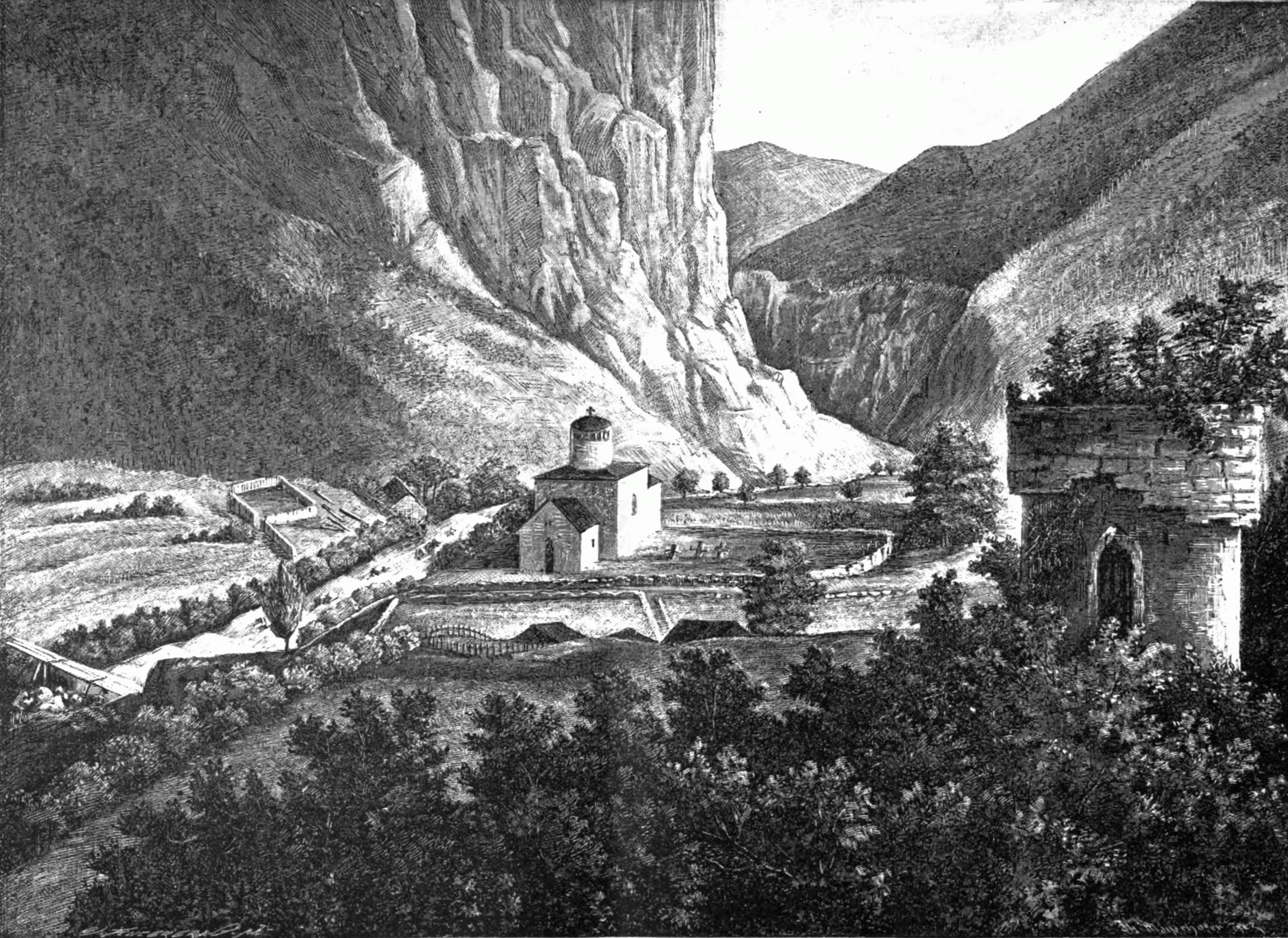
A kolostor és Rmanj óvárosa a 19. század végén

## Fordítás
- Ez a szócikk részben vagy egészben  a   Rmanj Monastery című angol Wikipédia-szócikk ezen változatának fordításán alapul.  Az eredeti cikk szerkesztőit annak laptörténete sorolja fel. Ez a jelzés csupán a megfogalmazás eredetét és a szerzői jogokat jelzi, nem szolgál a cikkben szereplő információk forrásmegjelöléseként.